# Schweizer Männer-Feldhandballnationalmannschaft
Die Schweizer Männer-Feldhandballnationalmannschaft vertrat die Schweiz bei Länderspielen und internationalen Turnieren.

## Olympische Spiele
Die Schweizer Feldhandballnationalmannschaft nahm an der einzigen Austragung in dem Feldhandball gespielt wurde teil.
| Jahr | Austragungsort          | Teilnahme bis… | Ergebnis          | Medaille       |
| ---- | ----------------------- | -------------- | ----------------- | -------------- |
| 1936 | Berlin, Deutsches Reich | Endrunde       | Schweiz 2. Punkte | Bronzemedaille |

## Weltmeisterschaften
Die Schweizer Feldhandballnationalmannschaft nahm als einzige Mannschaft an allen sieben bis 1966 ausgetragenen Feldhandball-Weltmeisterschaften teil.
| Jahr | Gastgeberland   | Teilnahme bis…    | Ergebnis                     | Rang             |
| ---- | --------------- | ----------------- | ---------------------------- | ---------------- |
| 1938 | Deutsches Reich | Finale            | Deutsches Reich 23:0 Schweiz | Vize-Weltmeister |
| 1948 | Frankreich      | Spiel um Platz 3  | Schweiz 21:4 Frankreich      | Bronzemedaille   |
| 1952 | Schweiz         | Spiel um Platz 3  | Schweiz 12:10 Österreich     | Bronzemedaille   |
| 1955 | BR Deutschland  | Finale            | Deutschland 25:13 Schweiz    | Vizeweltmeister  |
| 1959 | Österreich      | Spiel um Platz 5  | Schweiz 17:7 Dänemark        | 5. Platz         |
| 1963 | Schweiz         | Spiel um Platz 3  | Schweiz 10:6 Polen           | Bronzemedaille   |
| 1966 | Österreich      | Platzierungsrunde | Schweiz 2. Punkte            | 5. Platz         |

## Coupe de la Paix
| Jahr | Austragungsort | Teilnahme bis… | Ergebnis                | Medaille |
| ---- | -------------- | -------------- | ----------------------- | -------- |
| 1946 | Frankreich     | Finale         | Frankreich 4:11 Schweiz | Sieger   |

## Spieler

### Meiste Spiele
| # | Name                   | Spiele |
| - | ---------------------- | ------ |
| 1 | Otto Schwarz           | 33     |
| 1 | Ernst Dubs             | 33     |
| 3 | Eduard Klöti           | 31     |
| 3 | Charly Burger          | 31     |
| 5 | Hansjakob Bertschinger | 25     |
| 6 | René Nünlist           | 23     |
| 7 | Marcel Jendly          | 22     |
| 8 | Fritz Riess            | 21     |
| 8 | Markus Schmid          | 21     |
| 8 | Walter Strohmeier      | 21     |

### Meiste Tore
| #  | Name                   | Tore | Spiele | T/Sp |
| -- | ---------------------- | ---- | ------ | ---- |
| 1  | Eduard Klöti           | 108  | 31     | 3.48 |
| 2  | Hansueli Gygax         | 64   | 31     | 4.57 |
| 3  | Hansjakob Bertschinger | 62   | 25     | 2.48 |
| 4  | Hans Gemperle          | 58   | 14     | 4.14 |
| 5  | Armin Seiler           | 57   | 17     | 3.35 |
| 6  | Fritz Schmid           | 46   | 12     | 3.83 |
| 7  | René Nünlist           | 39   | 23     | 1.70 |
| 8  | Marcel Jendly          | 39   | 22     | 1.77 |
| 9  | Edmond Güdel           | 38   | 14     | 2.71 |
| 10 | Roger Buschor          | 36   | 13     | 2.77 |

## Trainer
| # | Name               | Erstes Spiel     | Letztes Spiel | Turniere                                       |
| - | ------------------ | ---------------- | ------------- | ---------------------------------------------- |
| 1 | Hans Urech         | #1; 19. Mai 1935 |               |                                                |
| 1 | Georg Rothenberger | #1; 19. Mai 1935 |               |                                                |
|   | Fritz Müllener     |                  |               | Olympische Sommerspiele 1936                   |
|   | Paul Gerber        |                  |               | Feldhandball-Weltmeisterschaft der Männer 1938 |
|   | Emil Horle         |                  |               | Feldhandball-Weltmeisterschaft der Männer 1938 |